# Tafelbergspoorbrug
Tafelbergspoorbrug is een bouwkundig kunstwerk in Amsterdam-Zuidoost.
Dit spoorviaduct stamt uit de midden jaren zeventig wanneer Amsterdam druk bezig is met de aanleg van de Oostlijn binnen de Amsterdamse Metro. Het traject zou van metrolijn 54 (Geinlijn) gaan worden. Die metro maakt deels gebruik van een traject dat al meer dan 130 jaar in gebruik was bij de Spoorlijn Amsterdam - Elten, traject Amsterdam-Utrecht. Pas sinds augustus 1982 buigt die Geinlijn ten zuiden van metrostation Holendrecht naar het oosten af; het spoortraject gaat rechtdoor naar het zuiden. De spoorlijn werd gelijktijdig met de bouw van de metro tot vlak voor Abcoude verhoogd en naar het oosten verplaatst met de metrosporen in het midden. 
Net ten zuiden van die afsplitsing was een doorgang nodig voor voetgangers en fietsers (Tjepmaspoorbrug en daar circa 350 meter zuidelijk moest er een toekomstige doorgaande verkeersroute overspannen worden; de verbinding tussen enerzijds de Tafelbergweg en anderzijds de Schoonhovendreef. De Nederlandse Spoorwegen legde hier toen een enkelvoudige viaduct met dubbelspoor neer. Echter in die jaren lagen die hier nog niet als belangrijke verkeersroute; een foto uit 1983 laat nog zien dat er volop gebouwd wordt in de omliggende woonwijken Het viaduct lag er dan ook jaren ongebruikt bij en leidde over niets. Bij de bouwtekeningen is de volledige topologische plaats ook nog niet bekend; het wordt gebouwd ten noorden van de geplande verlenging van Rijksweg 6, maar die kwam uiteindelijk na protesten hier niet te liggen. Het werd gebouwd met het uiterlijk van een Amsterdams metroviaduct. Het viaduct werd in maart 1976 in 2 fasen gelijktijdig met de verhoogde spoorbaan in gebruik genomen. De oude laaggelegen spoorbaan kon toen worden opgebroken.
Het viaduct ging jarenlang door het leven onder het nummer 98S, het is dan ook in beheer bij ProRail en Nederlandse Spoorwegen. In 1975 kreeg de onderliggende Tafelbergweg, een halve ringweg rond het Academisch Medisch Centrum, haar naam; het werd vernoemd naar de Tafelberg, een heuvel nabij Blaricum; ook de Schoonhovendreef kreeg in dat jaar haar naam. In de jaren nul van de 21e eeuw werd het viaduct vervangen door een tweetal viaducten, het oorspronkelijke viaduct kon de verdubbeling van de sporen tussen Amsterdam-Utrecht qua breedte niet aan Het geheel werd in geel en blauw betegeld. De viaducten liggen net als de viaducten over het Tjepmapad een stuk uit elkaar omdat de sporen hier uiteen liggen om ruimte te maken voor het invoegen van de metrosporen bij station Holendrecht.   
Pas in november 2017 kreeg de spoorviaducten een gezamenlijke vernoeming.  
Abcouderpadspoorbrug ·
AMC-Padspoorbrug ·
Amstelveensewegspoorbrug ·
Anderlechtspoorbrug ·
Arlandaspoorbrug ·
Basiswegspoorviaduct Oost ·
Basiswegspoorviaduct West ·
Beethovenspoorbrug ·
Ben Viljoenspoorbrug ·
Beukenwegspoorbrug ·
Bonispoorbrug ·
Bos en Lommerspoorbrug ·
Spoorbrug in de Burgemeester Stramanweg · 
Bullewijkspoorbrug ·
Carrascospoorviaduct ·
Celebesspoorbrug ·
Comeniusspoorbrug ·
Czaar Peterspoorbrug ·
Cruquiusspoorbrug ·
Dalsteinbrug ·
Domselaerspoorbrug ·
Erasmusspoorbrug ·
Europaboulevardspoorbrug ·
Frans de Wollantsspoorbrug ·
Gaasperdammerspoorbrug ·
Haarlemmerwegspoorbrug ·
Heemstedespoorbrug ·
Hemsterhuisspoorbrug ·
Henk Sneevlietspoorbrug ·
Hoogoorddreefspoorbrug ·
Houtmanspoorbrug ·
Houttuinenspoorbrug ·
Insulindespoorbrug ·
Jan Evertsenspoorbrug ·
Jan van Galenspoorbrug ·
Johan Huizingaspoorbrug ·
Kabelwegspoorbrug ·
Karspeldreefspoorbrug ·
Kastrupspoorbrug ·
Kattenburgerspoorbrug ·
Korte Prinsengrachtspoorbrug ·
Kruislaanspoorbrug ·
Lelylaanspoorbrug ·
Linnaeuskadespoorbrug ·
Linneausstraatspoorbrug ·
Meibergpadspoorbrug ·
Molukkenspoorbrug ·
Mr. Treubspoorbrug ·
Museumlijnspoorbrug ·
Nieuwegeinspoorbrug ·
Nieuwe Haagsespoorbrug ·
Noordzeewegspoorbrug ·
Omvalspoorbrug ·
Oostertoegangsspoorbrug ·
Oosterdoksspoorbrug ·
Overbrakerspoorbrug ·
Overzichtspoorbrug ·
Pablo Nerudaspoorbrug West ·
Pablo Nerudaspoorbrug Oost ·
Parnassusspoorbrug ·
Piarcospoorviaduct ·
Pieter Calandspoorbrug ·
Planciusspoorbrug ·
Ringdijkspoorbrug ·
Robert Fruinspoorbrug ·
Rozenoordspoorbrug ·
Schinkelspoorbrug ·
Seinewegspoorbrug Noord ·
Seinewegspoorbrug Zuid ·
Sloterdijkerwegspoorweg ·
Solitudolaanspoorbrug ·
Spaarndammerspoorbrug ·
Strandvlietspoorbrug ·
Tafelbergspoorbrug ·
Tjepmaspoorbrug ·
Transformatorwegspoorbrug ·
Van Swindenspoorbrug ·
Vlaardingenspoorbrug ·
Westerdoksdijkspoorbrug ·
Westertoegangsspoorbrug ·
Wibautspoorbrug ·
Wiltzanghspoorbrug ·
Wijttenbachspoorbrug ·
Zaandijkspoorbrug ·
Zaventemspoorbrug ·
Zeeburgerdijkspoorbrug ·
Zeeburgerpadspoorbrug